# Kifisos (Athen)
Der Kifisos (griechisch Κηφισός, auch Kifissos Κηφισσός, altgriechisch Κηφισσός Kēphissos) ist ein Fluss in der Ebene von Athen im griechischen Attika.
Er entspringt auf dem Sattel zwischen den Bergen Parnitha und Pendeli nördlich der nach ihm benannten Stadt Kifisia, fließt dann in südlicher Richtung am westlichen Rand Athens vorbei und mündet in die Bucht von Faliro, wo er im Mündungsbereich die Grenze zwischen Piräus und dem Athener Vorort Moschato bildet. Auf dem Weg dorthin wurde sein Lauf schon im Altertum intensiv für die künstliche Bewässerung der Felder genutzt.
Heutzutage ist er weitgehend mit einer Schnellstraße überbaut (Leoforos Kifisou, Teil der Nationalstraße 1 Thessaloniki-Athen-Patras). Eine Renaturierung ist häufig diskutiert worden, u. a. mit Verweis auf einen ehemals ähnlich überbauten Fluss in Seoul.
Eine bildliche Darstellung des Kifisos befand sich als Marmorskulptur im Westgiebel des Parthenon.